# Rhopias
Genre
Rhopias est un genre monotypique de passereaux de la famille des Thamnophilidés, originaires du Sud-Est du Brésil.

## Liste des espèces
Selon la classification de référence du Congrès ornithologique international (version 6.4, 2016) :
- Rhopias gularis — Fourmilier à gorge perlée, Myrmidon à gorge étoilée (von Spix, 1825)